# 高姍
高姍（1991年11月30日—），汉族，中国獨立創作歌手，毕业于北京大学，及後赴美國紐約大學繼續深造。

## 生平
- 2007年，参加摩登天空音乐节受到音乐的啟發，於是组成乐队参加校际比赛，並尝试独立创作。
- 2011年，在北京大学2011年十佳歌手大赛中，以大熱姿態获得冠军[1] 。高姗考入北京大学后，获得了北京大学光华奖学金、北京大学三好学生等荣誉[2]。同年5月，受邀参加草莓音乐节演出[3]。
- 2013年2月，独立发行《开学恐惧症》单曲原创MV，获得600萬點擊率，成功引起网络热潮并走紅[4] 。3月，荣登 《大学生》杂志封面人物。4月，参加 BTV文艺频道音乐风云榜接受采访。10月，参加2013年鸟幻音乐节。
- 自2014年起，高姍开始了她的创作和歌手生涯，獻唱了多首电视剧主題曲，包括《杉杉来了》插曲《roll the dice》、电视剧《何以笙箫默》插曲《遇见你的时候所有星星都落到我头上》以及《The road not taken》等。同樣，高姍亦創作了不少电视剧歌曲，代表作有电视剧《盗墓笔记》英文主题曲《I See the Lights》，并由张杰演唱。
- 2015年7月，高姗受邀至法国大使馆驻纽约总部演出。同月，高姗出席美国作曲家名人堂颁奖典礼并被授予作曲家名人堂学者奖[5]，并為史上第一位获此荣誉的亚洲作曲家，其作品《Come on, Liar》被收入进作曲家名人堂在线博物馆。
- 2016年1月，美国Sino Vison电视台推出了关于高姗的音乐访谈节目《The Road Not Taken》[6] 。
- 2019年，參加騰訊視頻選秀節目《明日之子3》，首輪獲得四顆星，並於舞台上表演《Come On, Liars》而引人注目，最終止步25強。

## 音乐作品

### 发行单曲
| 发表时间 | 单曲名称                             | 备注                           |
| -------- | ------------------------------------ | ------------------------------ |
| 2013-02  | 《开学恐惧症》                       |                                |
| 2013-06  | 《海岸》                             |                                |
| 2013-06  | 《To April》                         |                                |
| 2014-07  | 《Roll The Dice》                    | 电视剧《杉杉来了》插曲         |
| 2015-01  | 《The Road Not Taken》               | 电视剧《何以笙箫默》插曲       |
| 2015-01  | 《遇见你的时候所有星星都落到我头上》 | 电视剧《何以笙箫默》插曲       |
| 2017-08  | 《 孤獨的人 》                       | 电视剧《人间至味是清欢》片头曲 |
| 2017-08  | 《 和你遇到》                        | 电视剧《人间至味是清欢》片尾曲 |
| 2017-09  | 《 海蓝色 》                         | 3D动画《深海特攻队》主题曲     |
| 2018-03  | 《I Cannot Party Everyday 》         |                                |
| 2018-04  | 《 暗恋之歌 》                       | 《淑女澀男》插曲               |
| 2018-06  | 《 Junk Food Eater 》                |                                |
| 2018-08  | 《 California Love 》                |                                |
| 2018-12  | 《 岩縫裡的花 》                     |                                |
| 2018-12  | 《 Come On, Liar 》                  |                                |
| 2019-02  | 《 想要把全宇宙最特別的愛都給你 》   |                                |
| 2019-07  | 《 我想要 》                         | 《明日之子3》中自创歌曲        |
| 2019-08  | 《 沒什麼大不了 》                   | 電視劇《你的未來已簽收》主題曲 |

### 創作作品
| 歌曲名称                                      | 演唱者 | 所属专辑       | 发行时间   |
| --------------------------------------------- | ------ | -------------- | ---------- |
| 梦游飞行                                      | 汪睿   | RIO            | 2014-06-01 |
| I See the Lights （电视剧《盗墓笔记》主题曲） | 张杰   | 盗墓笔记       | 2015-06-12 |
| 一个人                                        | 赖伟锋 | 最差不过是孤独 | 2016-07-08 |
| 光 （电视剧《美人为馅》插曲）                 | 曾缔   | 美人为馅       | 2016-10-25 |
| 会不会 （Will U）                             | Oner   | 过敏           | 2018-08-30 |
| 瞬 （All Falls Down）                         | Oner   | 过敏           | 2018-08-30 |
| 地平线 （电视剧《如若巴黎不快乐》片头曲）     | 郁可唯 | 地平线         | 2018-09-21 |
| 愛轉                                          | 張紫寧 |                | 2020-09-09 |
| 5.23pm                                        | 宋亞軒 |                | 2023-03-04 |

### MV作品
- 2013年：《开学恐惧症》

## 獎項
| 獎項                   | 得奬單位                              |
| 第三屆豆瓣阿比鹿音乐奖 | 第三屆豆瓣阿比鹿音乐奖                |
| ---------------------- | ------------------------------------- |
| 年度流行单曲           | 《Roll The Dice》                     |
| 微博音乐奖2016         |                                       |
| 微博年度流行单曲       | 《遇见你的时候所有星星都落到我头上 》 |
| 美國作曲家名人堂2015   |                                       |
| 美国作曲家名人堂学者奖 | 高姍                                  |